# Megachile sculpturalis
Megachile sculpturalis és una espècie d'himenòpter de la família dels megaquílids. És una abella solitària originària del Japó i la Xina que es va establir a Europa fa una dècada. En anglès és coneguda com a abella gegant de la resina.

## Característiques
Mesura entre 14 i 24 mm. És molt més gran que altres membres de la família Megachilidae, encara que n'existeixen de major grandària. És predominantment negra amb borrissol marró groguenc.

## Història natural
Usen cavitats ja existents, fins i tot aquelles fetes per l'abella fustera, per fer els nius. Usen fang i resina per a la construcció d'un niu amb una desena de cel·les i dipositen un ou a cada cel·la. Nodreixen les larves amb pol·len. L'abella de la resina és inofensiva per als humans però pot picar si se sent amenaçada. A causa de les seves dimensions, de lluny es pot confondre amb la vespa depredadora asiàtica. La gran diferència son els pels al cos, que serveixen per recollir pol·len, que les vespes no tenen.

## Expansió i control
Ha estat introduïda accidentalment a l'est dels Estats Units i a Ontario, Canadà, en temps recents. És considerada una espècie invasora a Europa des de 2009. Des de la seva arribada a Europa fa una dècada, s'han detectat la seva presència en diversos països del centre i de l'est del continent.
Un equip d'investigadors de la Universitat Autònoma de Barcelona (UAB) l'ha detectada a Catalunya el 2018. El treball s'ha publicat al Butlletí de la Institució Catalana d'Història Natural. S'ha localitzat aquest insecte en dues cases de Sant Celoni i La Garriga (Vallès Oriental), així com a Olot (Garrotxa). Com que fa el niu en forats que troba en troncs, talussos o totxanes i el construeix amb resina, argila i petits trossos de fusta, «aquesta manera de fer els nius fa pensar que va arribar a Europa a partir del comerç de fusta des de l'Àsia», comenta Constantí Stefanescu, autor de l'estudi i investigador del CREAF i del Museu de Ciències Naturals de Granollers.
No sembla competidora amb les abelles autòctones. Es aconsellable evitar plantes exòtiques ornamentals en jardins i parcs, i especialment l'acàcia del Japó (Styphnolobium japonica), que l'atrau especialment i és una espècie tòxica que ha provocat casos de mortalitat en abelles autòctones.